# سام لوینسون
سام لوینسون (انگلیسی: Sam Levinson؛ زادهٔ  ۸ ژانویهٔ ۱۹۸۵) هنرپیشه، کارگردان فیلم، و فیلم‌نامه‌نویس اهل ایالات متحده آمریکا است. وی از سال ۱۹۹۲ میلادی تاکنون مشغول فعالیت بوده‌است.

## فیلم شناسی

### سریال ها
- سرخوشی (مجموعه تلویزیونی)